# Giovanni Cheli
Giovanni Cheli (Turijn, 4 oktober 1918 - Rome, 8 februari 2013) was een Italiaans geestelijke en kardinaal van de Rooms-Katholieke Kerk.
Cheli bezocht het seminarie van Asti en de Pauselijke Lateraanse Universiteit in Rome, waar hij promoveerde aan in het canoniek recht. Hij werd op 21 april 1942 gewijd tot priester. Hij keerde terug naar Asti, waar hij ging doceren aan het seminarie en waar hij moderator werd van de jongerenafdeling van de Katholieke Actie. In 1949 ging hij andermaal naar Rome, waar hij pastoraal werk verrichtte en verder studeerde aan de Pauselijke Ecclesiastische Academie, waarmee hij werd voorbereid op een diplomatieke loopbaan binnen de Romeinse Curie. In 1952 trad hij hier in dienst. Hij werd attaché bij de nuntiatuur in Guatemala en hoogleraar aan de theologische faculteit aldaar. Van 1955 tot 1962 was hij secretaris van de nuntiatuur in Madrid en van 1962 tot 1967 Raad aan de nuntiatuur in Italië. In 1965 benoemde paus Paulus VI hem tot Huisprelaat. Van 1967 tot 1973 werkte hij voor de Raad voor de Publieke Aangelegenheden van de Kerk. In 1973 werd hij benoemd tot permanent vertegenwoordiger van de Heilige Stoel bij de Verenigde Naties.
Paus Johannes Paulus I benoemde Chela op 8 september 1978 tot titulair aartsbisschop van Santa Giusta. Tezelfdertijd kreeg hij de rang van nuntius. Zijn bisschopswijding vond plaats op 16 september 1978. In 1986 werd hij benoemd tot pro-president van de Pauselijke Raad voor Pastorale Zorg van Migranten en Reizigers, van welke raad hij in 1989 president werd. Tijdens het consistorie van 24 februari 1998 werd hij kardinaal-diaken gecreëerd. De Santi Cosma e Damiano werd zijn titeldiakonie. Zijn kardinaalshoed ontving hij even voor zijn tachtigste verjaardag. Op grond van de door paus Paulus VI vastgelegde richtlijnen in Ingravescentem Ætatem, kon hij dus - vanwege zijn leeftijd - niet meer deelnemen in enig conclaaf. Cheli was een van de drijvende krachten achter een brief die de kardinalen van 80 jaar en ouder in 2003 richtten aan de paus, met het verzoek de richtlijn van de paus ongedaan te maken. Deze oproep werd niet beantwoord.
Op 1 maart 2008 werd Cheli kardinaal-priester. Zijn titeldiakonie werd pro hac vice zijn titelkerk.
- Gemeinsame Normdatei: 1131670965
- Nationale en Universitaire bibliotheek Zagreb: 000226891
- Istituto Centrale per il Catalogo Unico: TO0V390251
- Virtual International Authority File: 37521815
- WorldCat: E39PBJp9m8Wy44HXRTFBRBctrq